# 朱謙 (演員)
朱栢謙（1978年11月11日—），別名朱謙，男，香港演員。2014年以《大龍鳯》獲得香港舞台劇獎最佳男主角（喜劇／鬧劇）。

## 生平
朱謙為香港男子戲劇表演組合暨獨立樂隊朱凌凌的成員之一。現正積極參與電影及電視的演出。他亦曾為香港電台電視節目《週日Encore》、《8花齊放》及《好想藝術》擔任主持。

## 影視作品

### 電視劇（ViuTV）
- 2017年：《午夜伴廊》（權哥）
- 2019年：《教束》（梁智揚）
- 2019年：《黑市：偽善若水》（阿源）
- 2022年：《IT狗》（萬鈞）
- 2022年：《野人老師》（陳燦）
- 2023年：《大誠實家》（Walter）
- 2023年：《那年盛夏我們綻放如花》（蘇煒良）
- 2023年：《冰上火花》（林遠洋）
- 2024年：《飛黃騰達》（雞叔叔）
- 2025年：《弊傢伙！我要去祓魔》（萬無極）

### 電影
- 暗色天堂（2016年）
- 今晚打喪屍（2017年）
- 非分熟女（2019年）
- 麥路人（2019年）
- 手捲煙（2021年）
- 一樣的天空（2022年）
- 正義迴廊（2022年）
- 九龍皇帝（2022年，鮮浪潮短片）
- 窄路微塵（2022年）
- 超神經械劫案下（2023年）
- 不日成婚2（2023年）
- 4拍4家族（2023年）
- 白日之下（2023年）
- 失衡凶間之惡念之最（2023年）
- 談判專家（2024年）
- 紥職3（2024年）
- 久別重逢（2024年）
- 一個部門的誕生（拍攝中）

### MV
- 2022年：布志綸 - 飛鳥俠
- 2022年：許廷鏗 - 煽風點火
- 2022年：Tyson Yoshi - If I Die Tonight
- 2023年：藍奕邦 - 命
- 2023年：鄧麗英 - 貓之報恩

### 其他演出
- 2022年：試當真 Trial And Error：《𠝹刀竊賊 （页面存档备份，存于）》（前稱《𠝹刀與刀》）
- 2023年：薄伽梵歌[3]

### 節目主持（J2）
- 2022年：就算得你一個觀眾

## 外部連結
- 朱謙的Instagram帳戶
- 朱謙在香港影庫上的簡介
- 朱謙在豆瓣上的资料（简体中文）
- 朱謙在互联网电影资料库（IMDb）上的資料（英文）
- 心靈演唱家